# Перстративний алювій
Перстративний алювій (рос. перстративный аллювий, англ. perstrative alluvium; нім. perstratives Alluvium n) – відклади, які утворюються в долинах річок з виробленим поздовжнім профілем. Характеризуються нормальною потужністю, двочленною будовою. Нижній горизонт складений русловими галечниками та пісками з лінзами мулових старичних (заплавних) осадів, а верхній горизонт – супісковими та глинистими відкладами, які осідають над русловими відкладами під час повені. П.а. складає ерозійно-акумулятивні тераси. 